# Kanton Chalais
Der Kanton Chalais war bis 2015 ein französischer Wahlkreis im Département Charente in der damaligen Region Poitou-Charentes. Er umfasste 13 Gemeinden im Arrondissement Angoulême; sein Hauptort (frz.: chef-lieu) war Chalais. Die landesweiten Änderungen in der Zusammensetzung der Kantone brachten im März 2015 seine Auflösung. Vertreter im conseil général des Départements war zuletzt für die Jahre 2001–2015 Joël Boniface.

## Gemeinden
| Gemeinde                 | Einwohner Jahr | Fläche km² | Bevölkerungsdichte | Postleitzahl | Code INSEE |
| ------------------------ | -------------- | ---------- | ------------------ | ------------ | ---------- |
| Bardenac                 | 249 (2013)     | –          | – Einw./km²        | 16210        | 16029      |
| Bazac                    | 156 (2013)     | –          | – Einw./km²        | 16210        | 16034      |
| Brie-sous-Chalais        | 166 (2013)     | –          | – Einw./km²        | 16210        | 16063      |
| Chalais                  | 1797 (2013)    | –          | – Einw./km²        | 16210        | 16073      |
| Courlac                  | 59 (2013)      | –          | – Einw./km²        | 16210        | 16112      |
| Curac                    | 122 (2013)     | –          | – Einw./km²        | 16210        | 16117      |
| Médillac                 | 158 (2013)     | –          | – Einw./km²        | 16210        | 16215      |
| Montboyer                | 391 (2013)     | –          | – Einw./km²        | 16620        | 16222      |
| Orival                   | 156 (2013)     | –          | – Einw./km²        | 16210        | 16252      |
| Saint-Avit               | 198 (2013)     | –          | – Einw./km²        | 16210        | 16302      |
| Rioux-Martin             | 238 (2013)     | –          | – Einw./km²        | 16210        | 16279      |
| Saint-Quentin-de-Chalais | 269 (2013)     | –          | – Einw./km²        | 16210        | 16346      |
| Yviers                   | 508 (2013)     | –          | – Einw./km²        | 16210        | 16424      |